# Carl Blechen
Carl Blechen né à Cottbus le 29 juillet 1798 et mort à Berlin le 23 juillet 1840 est un peintre prussien, professeur à l'Académie des beaux-arts de Berlin.
Son style est caractéristique des idéaux de la peinture romantique en matière de beauté de la nature, mais il a aussi été un des premiers peintres européens à représenter les débuts de l'industrialisation dans ses paysages.

## Biographie
Né à Cottbus en 1798, Carl Blechen est le fils d'un employé des impôts de Ratisbonne. Il a suivi des études secondaires à Cottbus de 1805 à 1815, mais n'a pu continuer, faute de moyens. Il a d'abord travaillé comme un simple employé de banque à Berlin.
En 1822, il entre à l'Académie des beaux-arts de Berlin. Il fait la rencontre d'éminents peintres romantiques comme Caspar David Friedrich, qui aura une grande influence sur son travail.
Il est alors engagé comme décorateur au Königsstädtisches Theater, sur Alexanderplatz. Il se marie en 1824 et devient membre de l'Association des artistes de Berlin en 1827.
En 1828, il fait un voyage au bord de la mer Baltique, avant de se rendre en Italie. Ce voyage en Italie, de 1828 à 1829, aura une influence déterminante sur son évolution. Il attire l'attention de l'architecte Karl Friedrich Schinkel, qui le recommande en 1831 comme professeur de paysage à l'Académie des beaux-arts de Berlin, dont il devient membre à part entière en 1835.
La même année, il fait un voyage à Paris et commence à donner des signes de fragilité mentale. En 1836, tombé dans une profonde dépression, il est obligé de quitter son poste à l'académie, avant de sombrer dans la folie en 1839. Il meurt le 23 juillet 1840 à Berlin.

## Œuvres
- 1823 : Arbres au lever du soleil en automne, Berlin, Alte Nationalgalerie.
- 1826 : La Cathédrale gothique en ruine, huile sur toile, 129 × 96 cm, Dresde, Galerie Neue Meister[4].
- 1829 : L’Après-midi à Capri, huile sur toile, 91 × 130 cm, Vienne, palais du Belvédère[5].
- 1830 : Pêcheurs à Capri, Berlin, Alte Nationalgalerie.
- 1831 : Gorges près d'Amalfi, Berlin, Alte Nationalgalerie.
- 1834 : Pêcheurs à Capri, Berlin, Alte Nationalgalerie.
- 1835 : Fileuses à Cervara, Berlin, Alte Nationalgalerie.

Œuvres de Carl Blechen
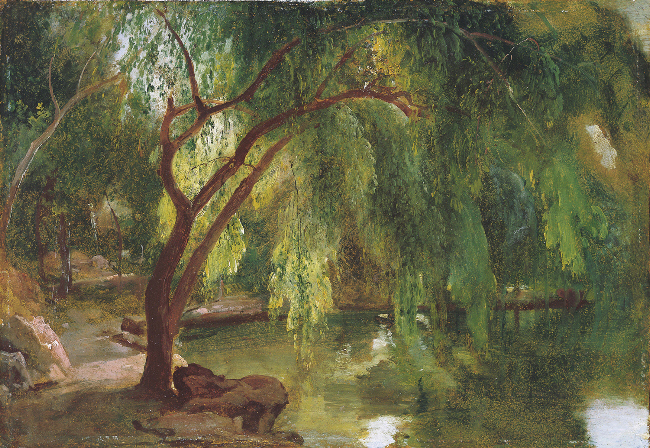
Im Berliner Tiergarten / Waldweg mit Wasser, 1825, Essen, collection particulière.
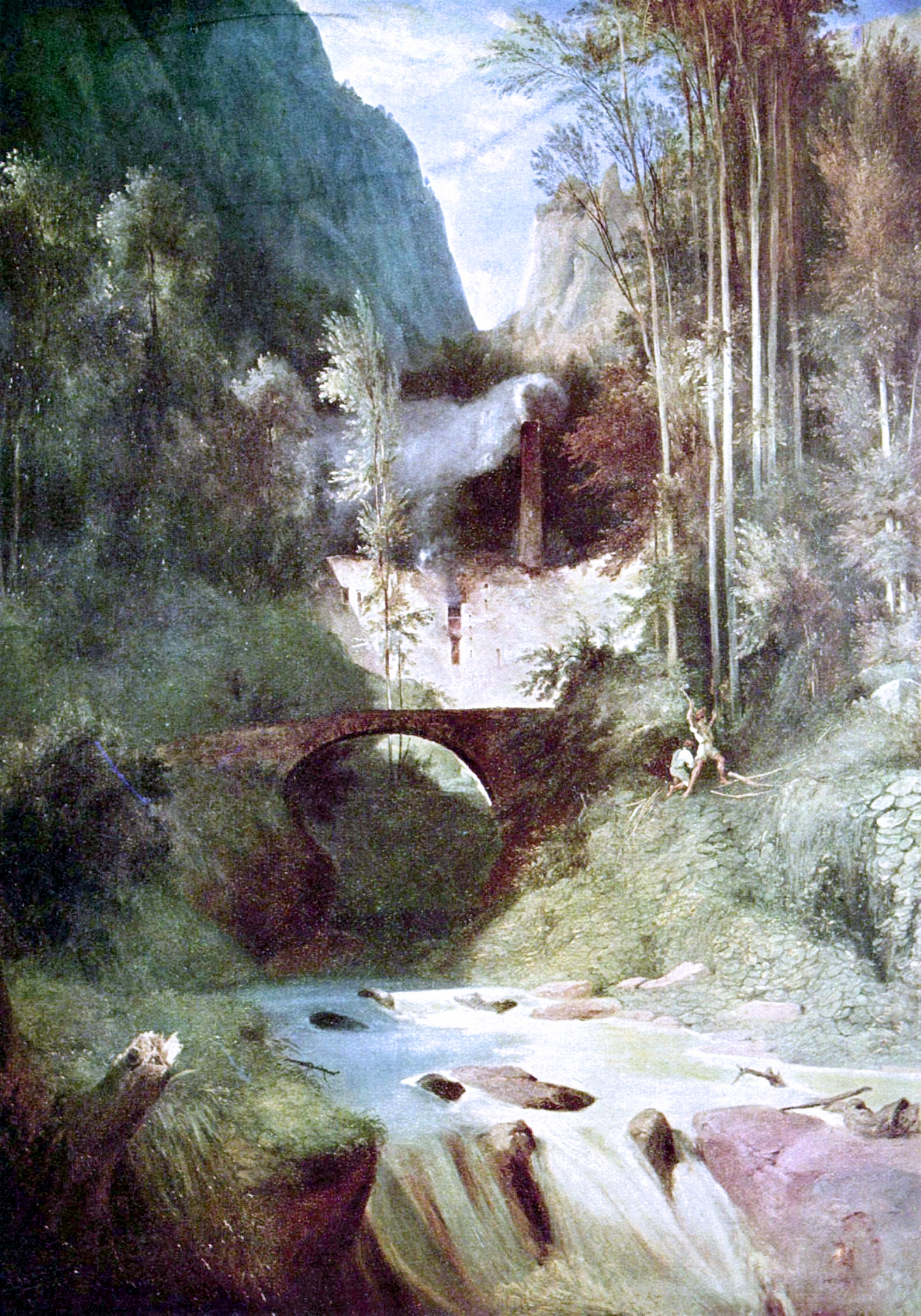
Le Ravin, 1825, Berlin, Alte Nationalgalerie.
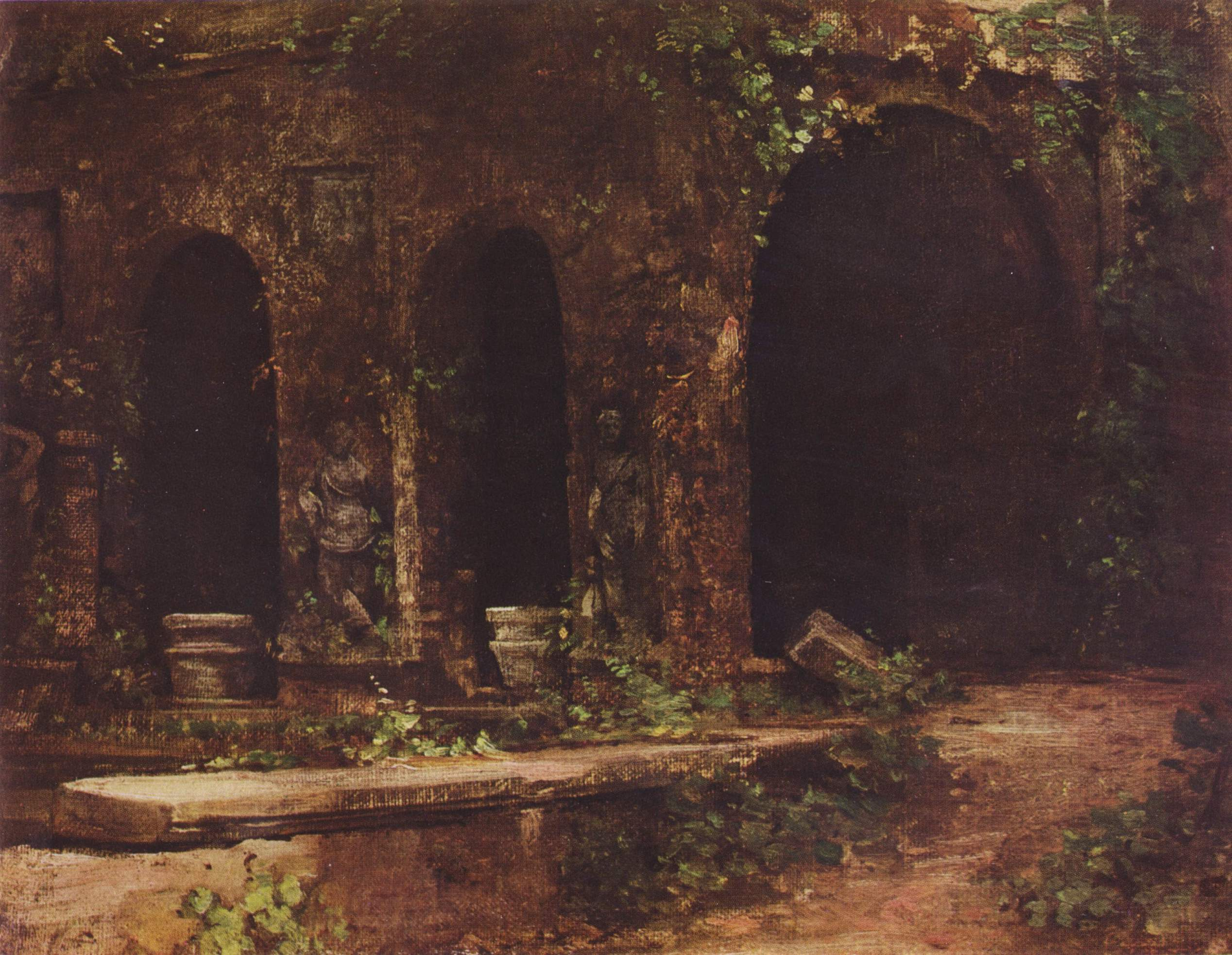
Grotte dans le parc de la Villa d’Este, 1828-1829, Cottbus, château de Branitz.
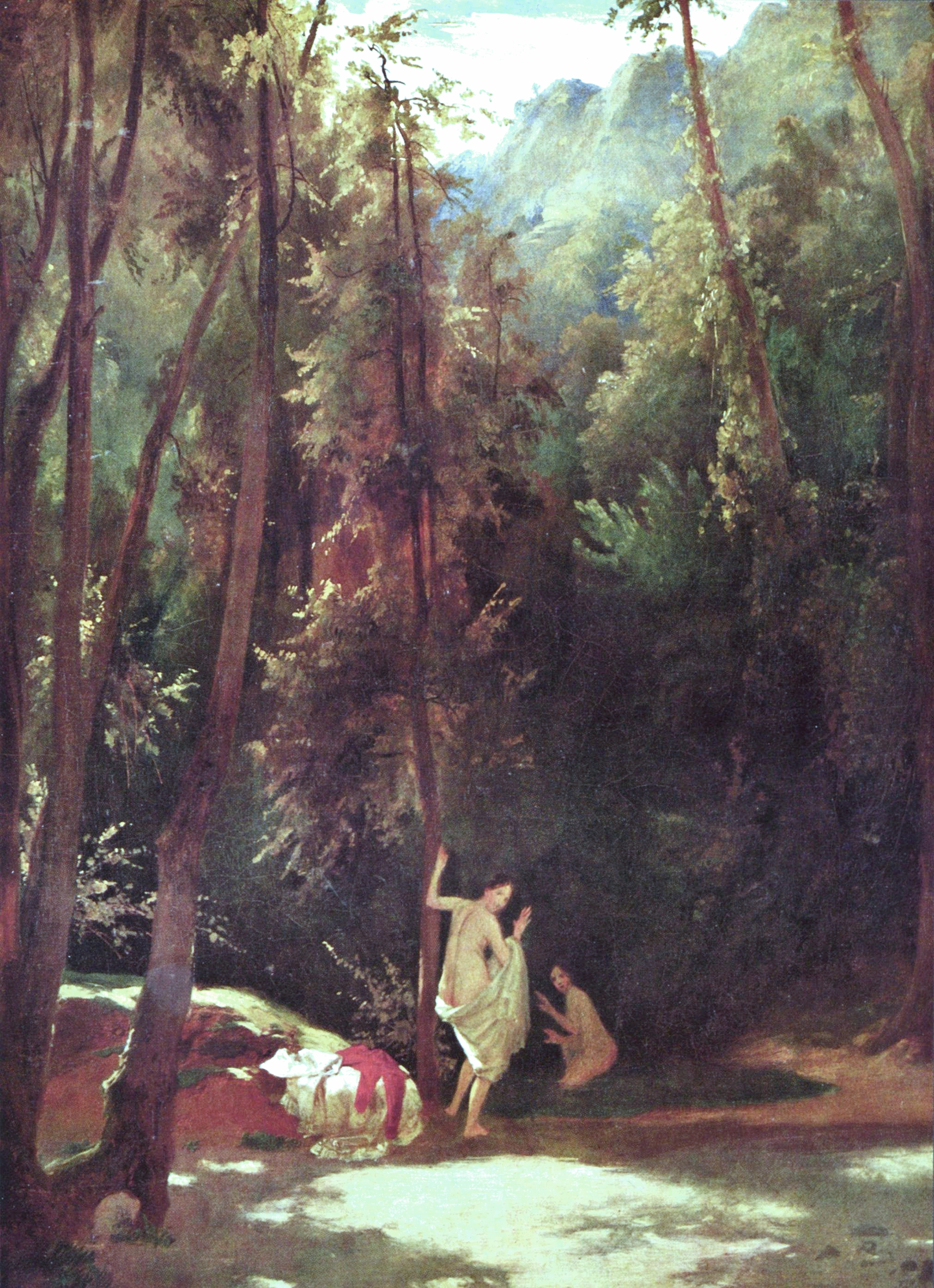
Baigneuses dans un parc à Terni, 1829, Staatsgalerie Stuttgart.
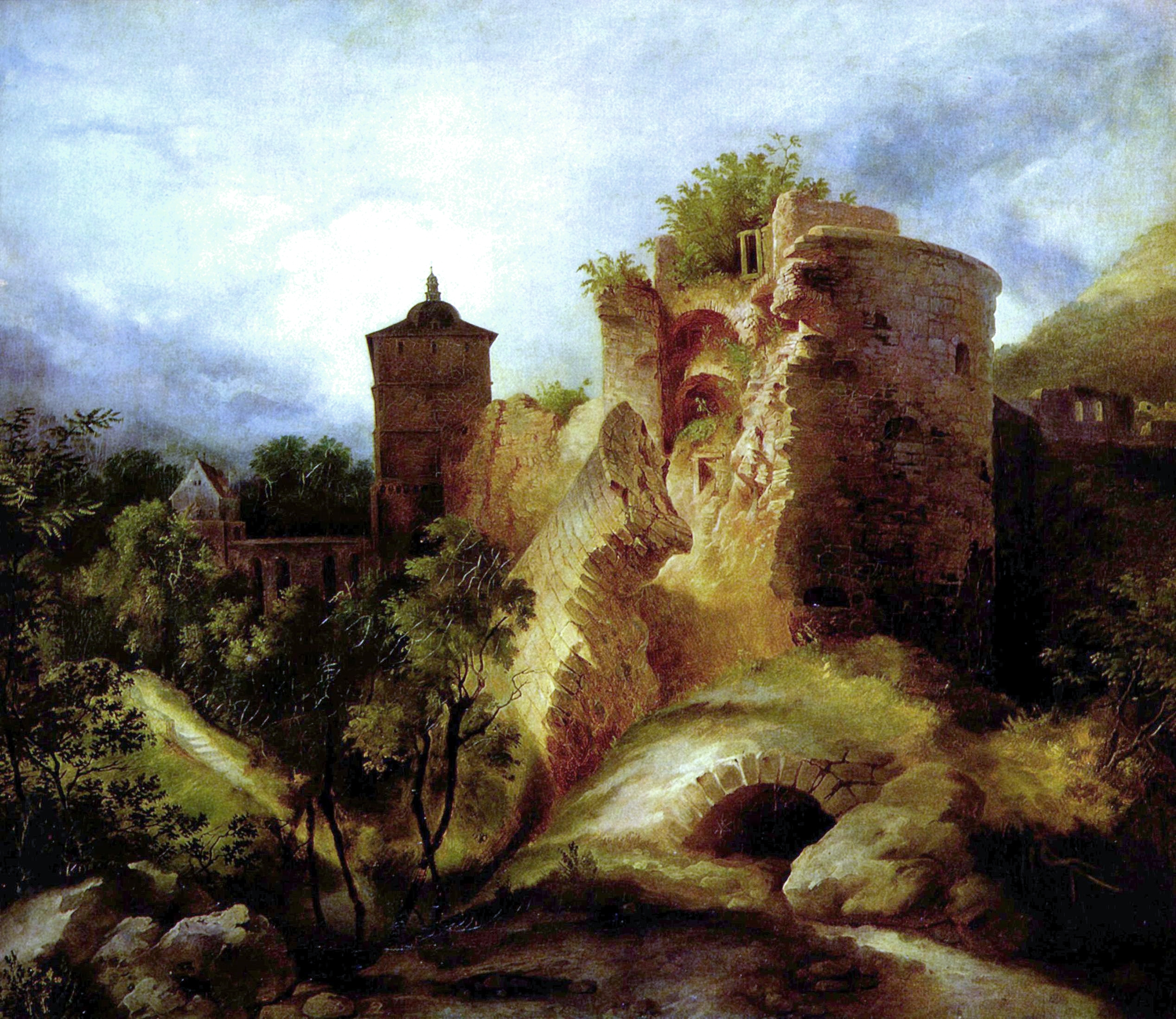
La Tour en ruines du château de Heidelberg, 1829, Kunsthalle de Brême.
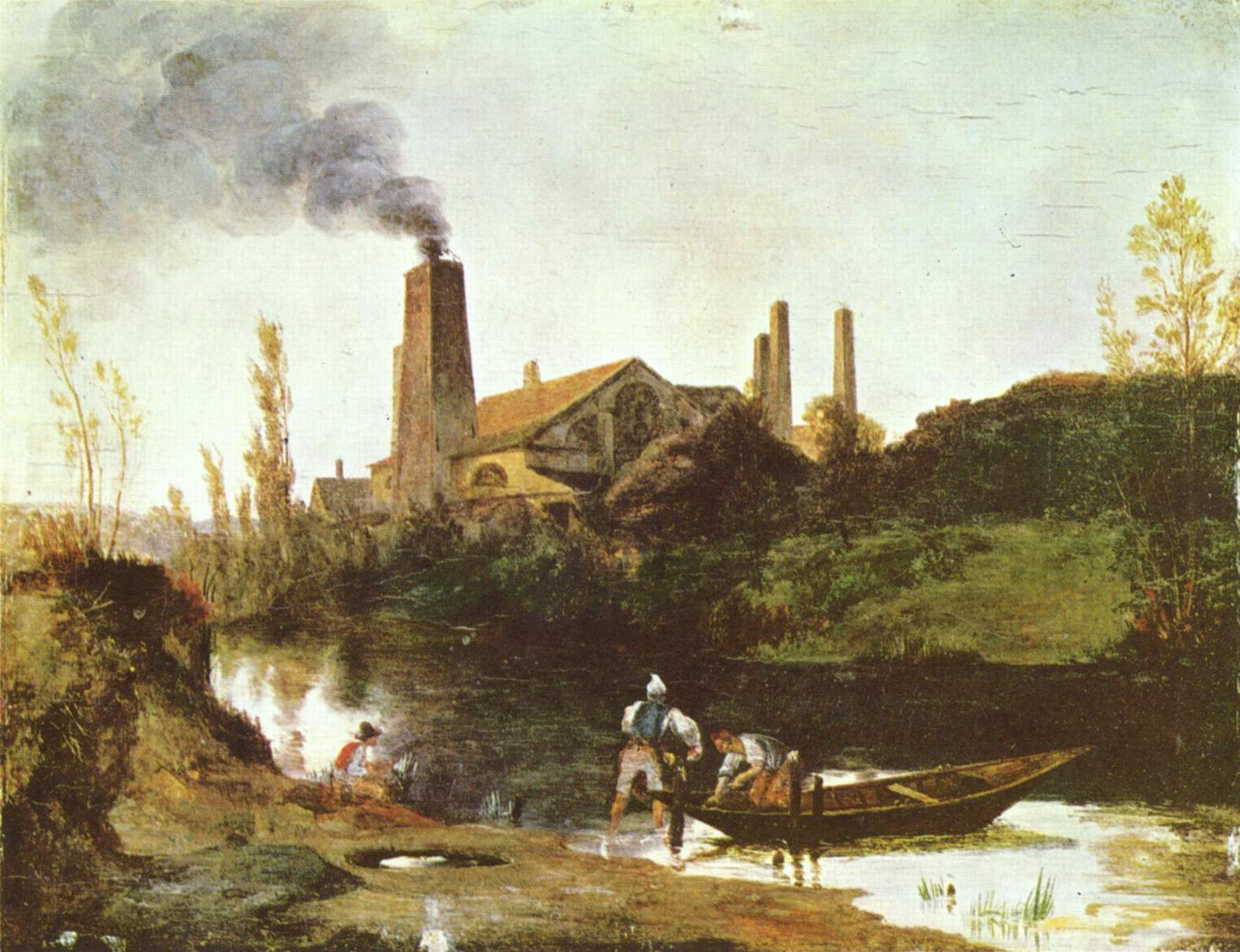
Laminoir à Neustadt-Eberswalde, vers 1830, Berlin, Alte Nationalgalerie.
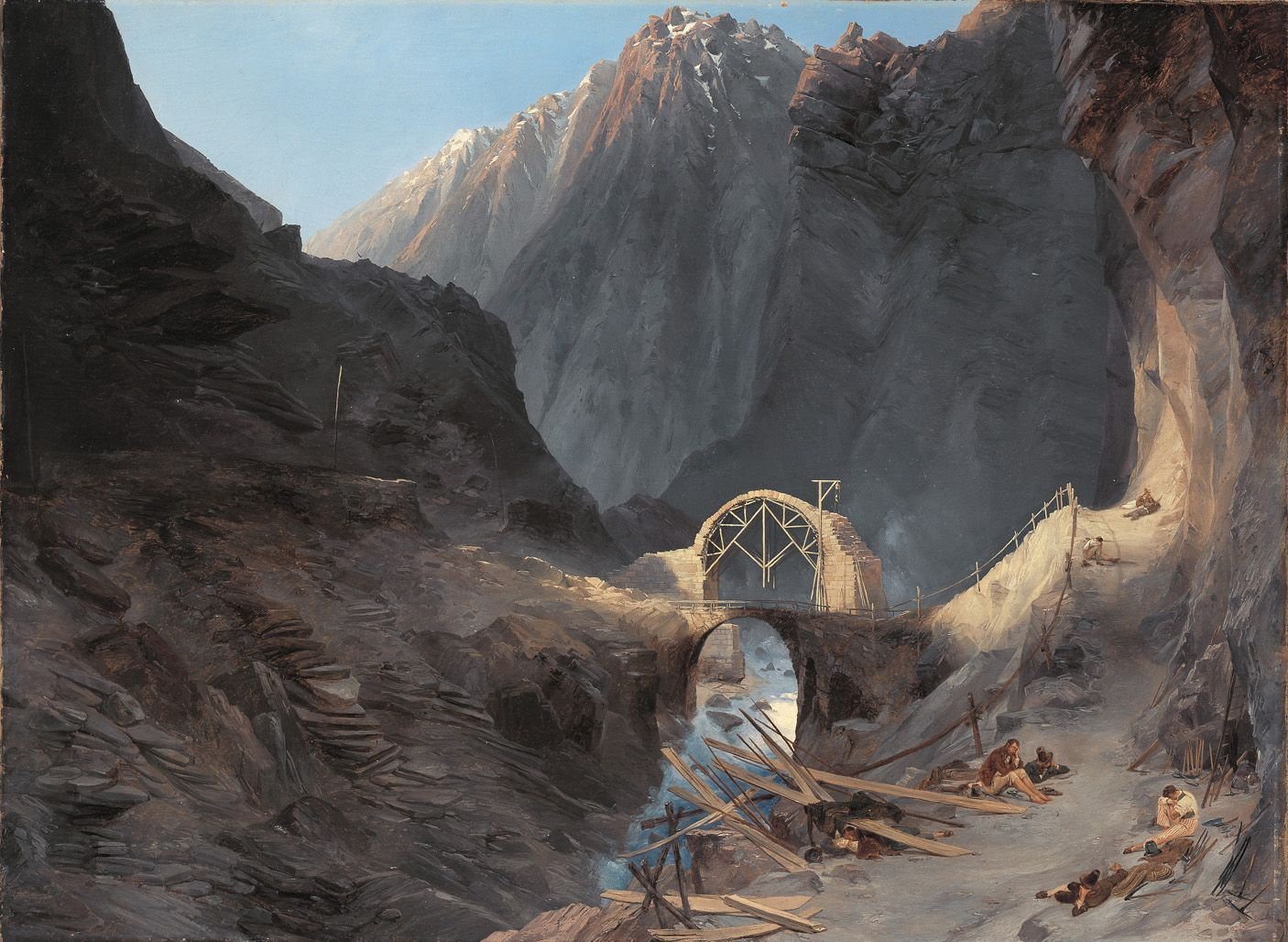
Bau der Teufelsbrücke, vers 1830–1832, Munich, Neue Pinakothek.
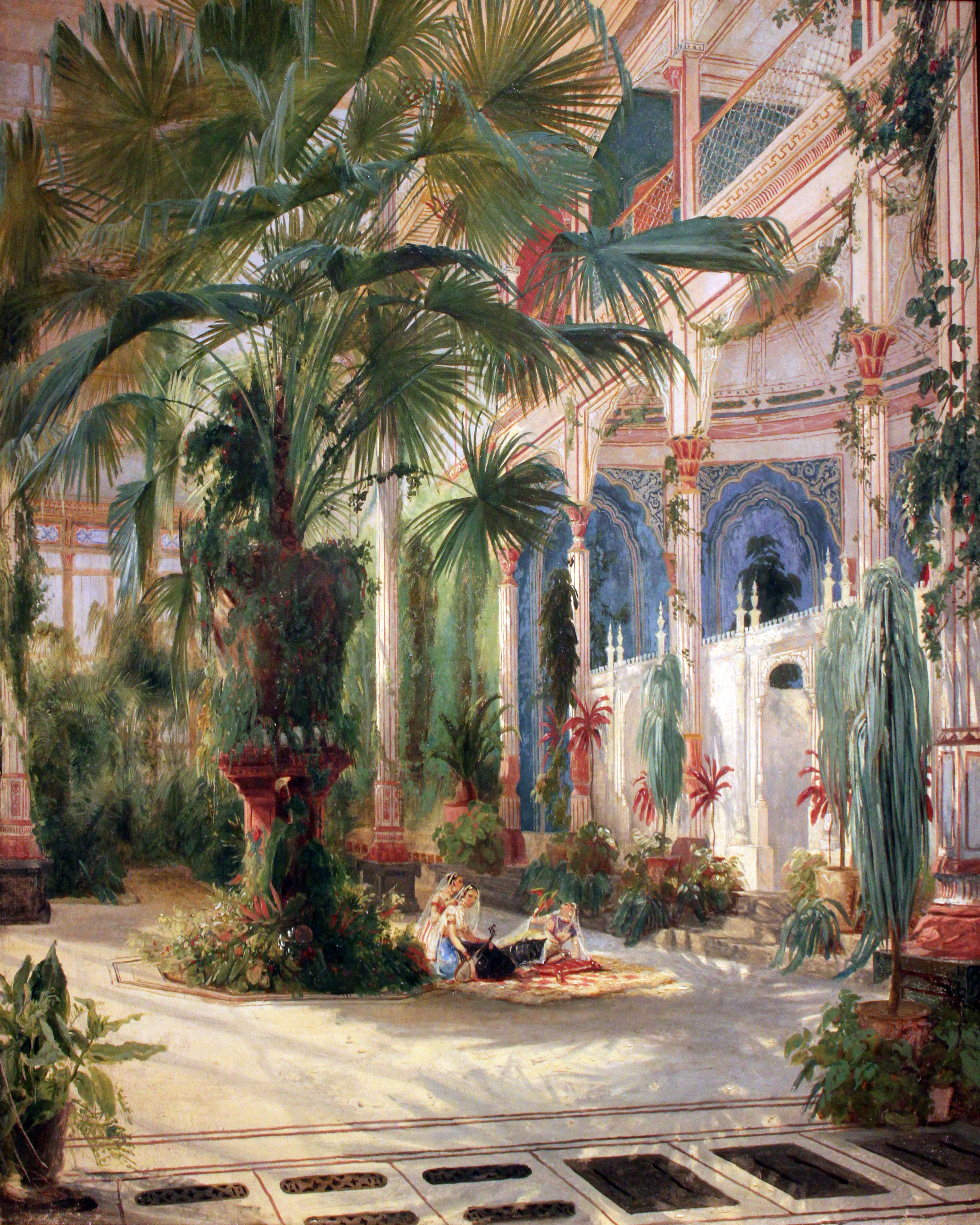
Maison des palmiers sur l'île aux paons près de Potsdam, 1832-1834, Kunsthalle de Hambourg.
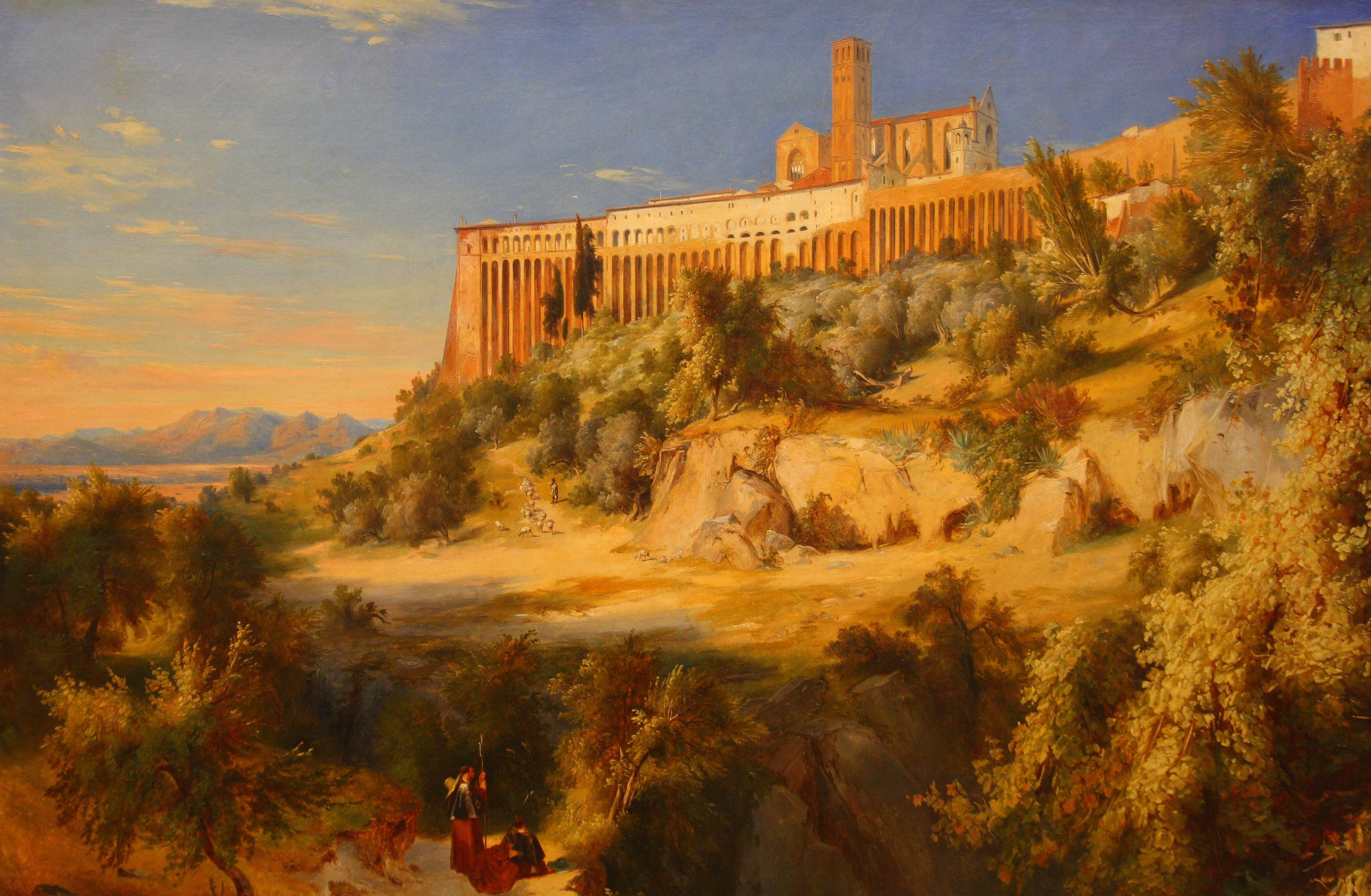
Vue d'Assise, entre 1832 et 1835, Munich, Neue Pinakothek.
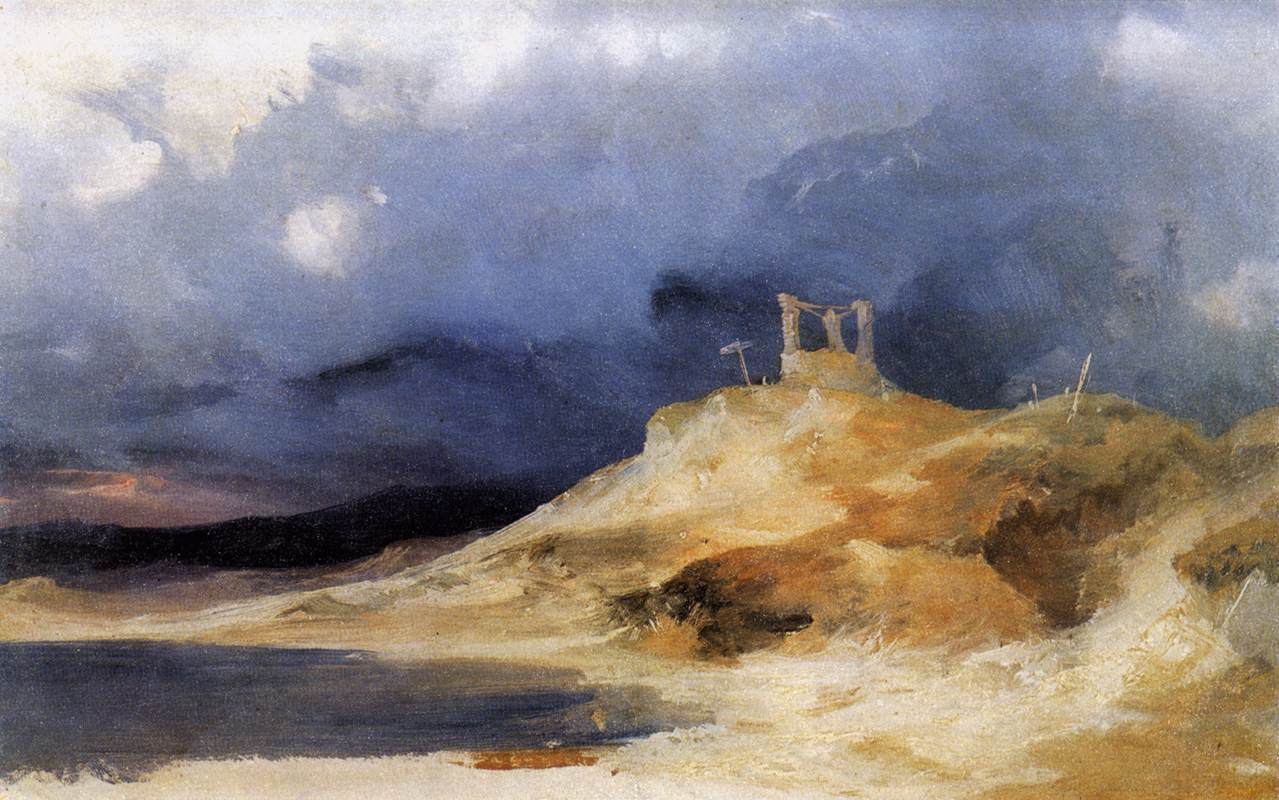
Échafaudage dans la tempête, vers 1835[6], Dresde, Galerie Neue Meister.